# Žarko Marković
Pour les articles homonymes, voir Marković.
Žarko Marković, né le 1er juin 1986 à Cetinje (Yougoslavie), est un joueur de handball monténégrin évoluant au poste d'arrière droit. Il a été naturalisé qatarien afin d’intégrer l'équipe nationale du Qatar avec laquelle il devient vice-champion du monde en 2015. Il participe ensuite aux Jeux olympiques de 2016 mais en revanche pas au Championnat du monde 2017.

## Palmarès

### Sélections
Championnats du monde
- médaillé d'argent au Championnat du monde 2015 au  Qatar

Jeux olympiques
- 8e place aux Jeux olympiques de 2016

### Clubs
Compétitions internationales
- Coupe des Coupes (1) : 2008
- Finaliste de la Ligue SEHA en 2012

Compétitions nationales
- Championnat de Hongrie (2) : 2008, 2009
- Coupe de Hongrie (2) : 2007, 2009
- Championnat du Monténégro (1) : 2010
- Championnat de Macédoine (1) : 2012

### Distinctions individuelles
- Élu meilleur arrière droit du championnat du monde (1) : 2015[5].

## Galerie

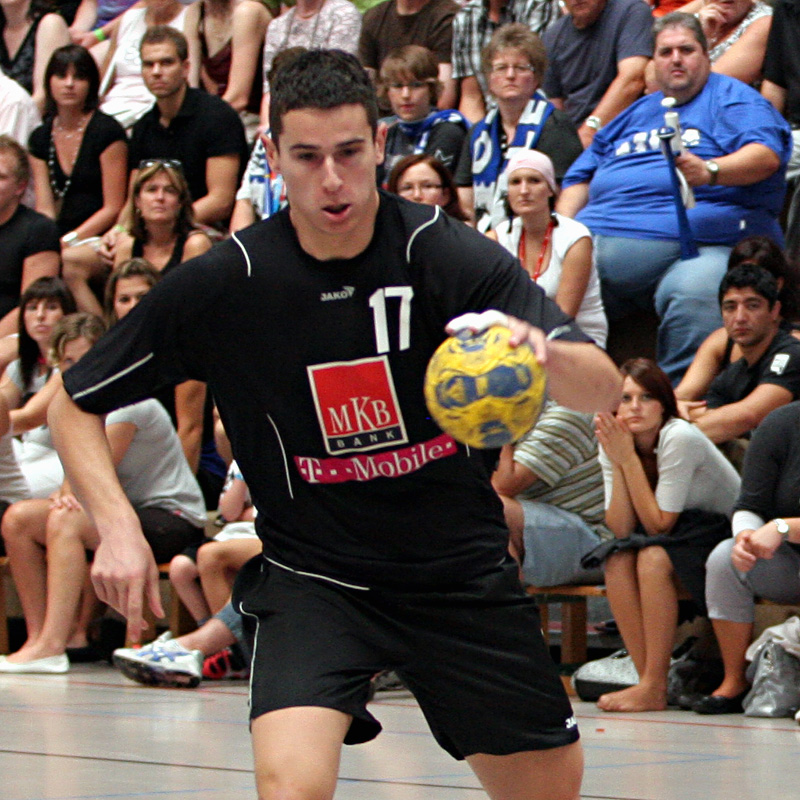
En 2008, sous le maillot de Veszprém
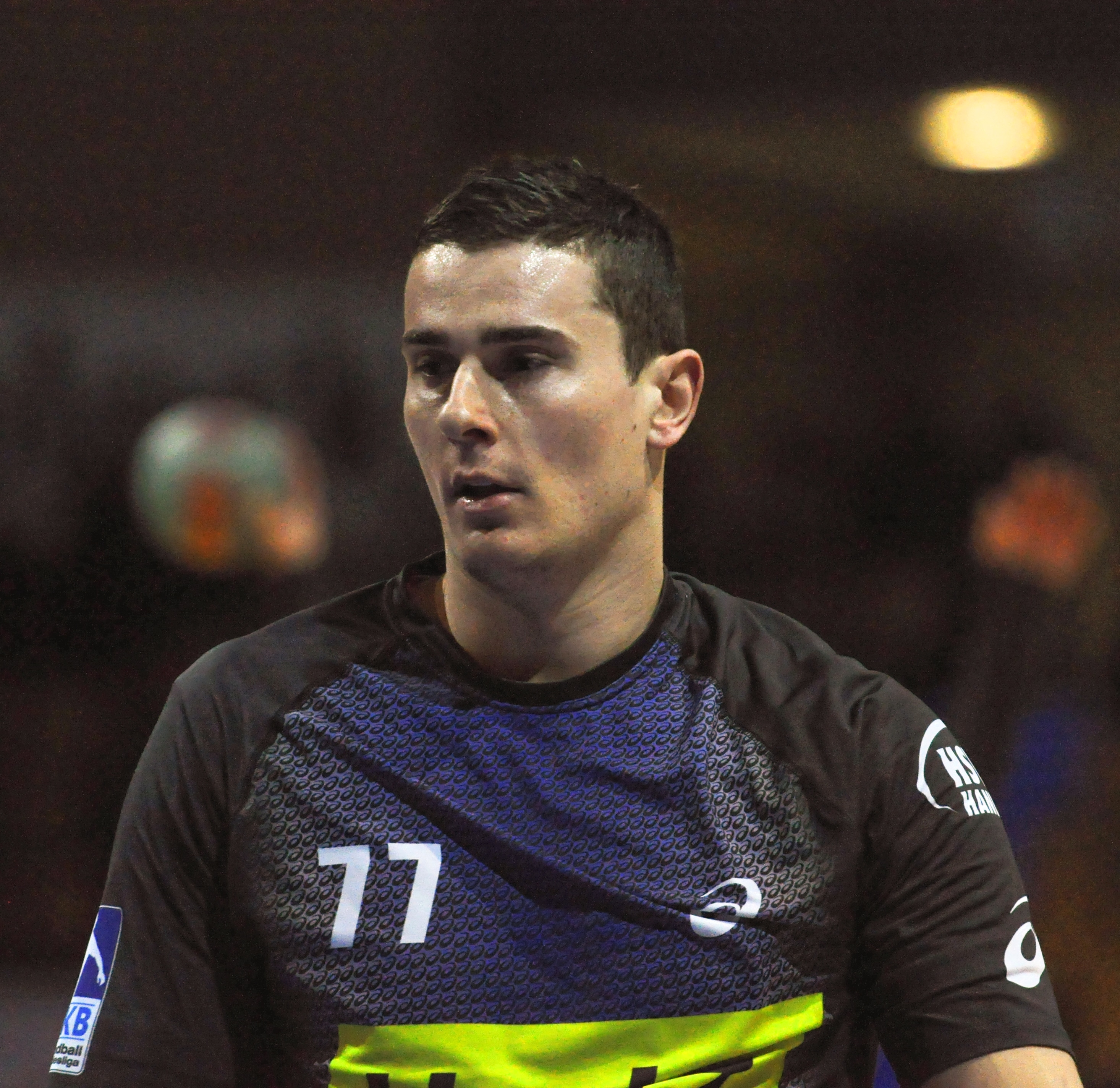
En 2014, sous le maillot du HSV Hambourg
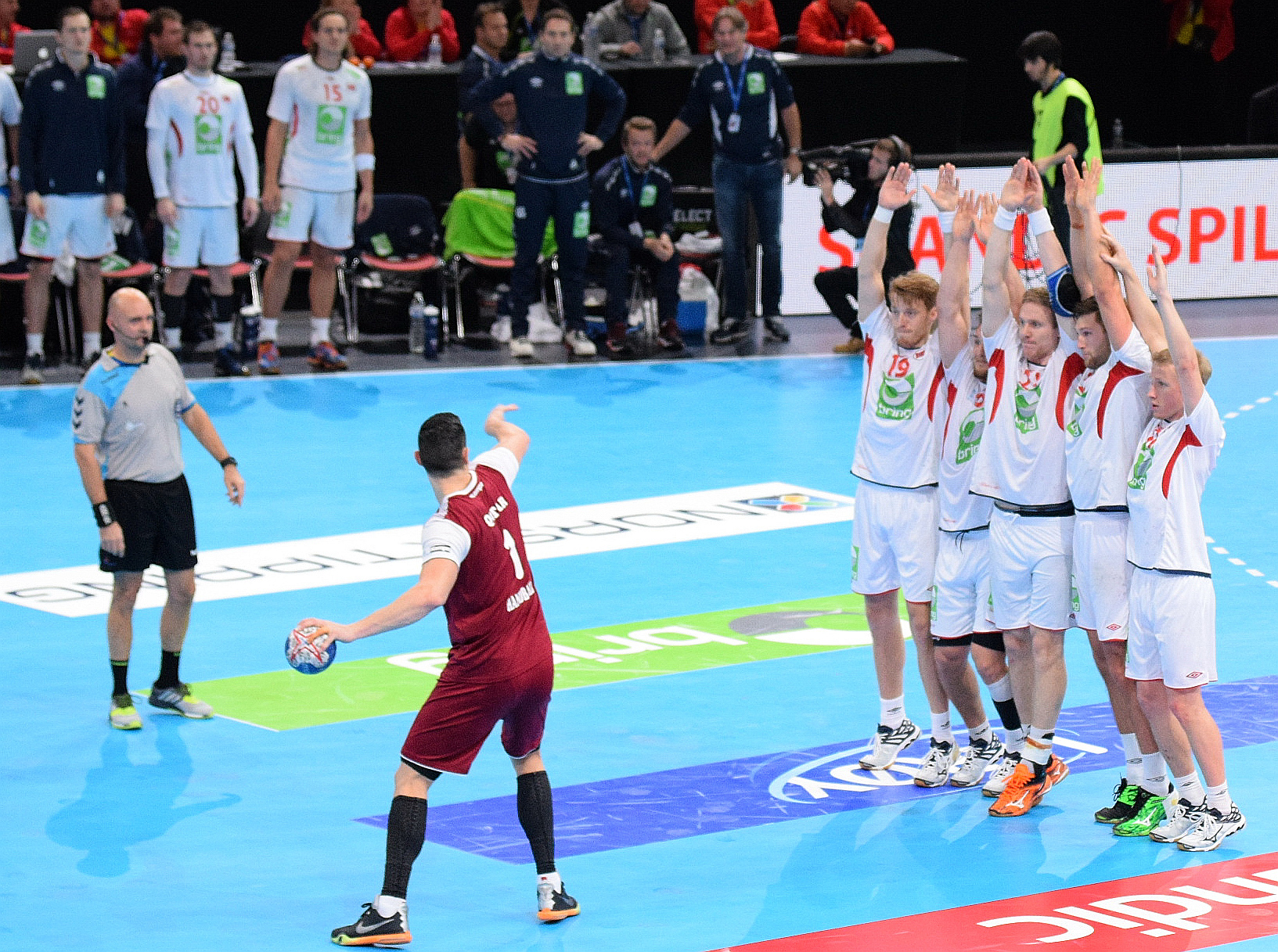
En 2016, sous le maillot qatari
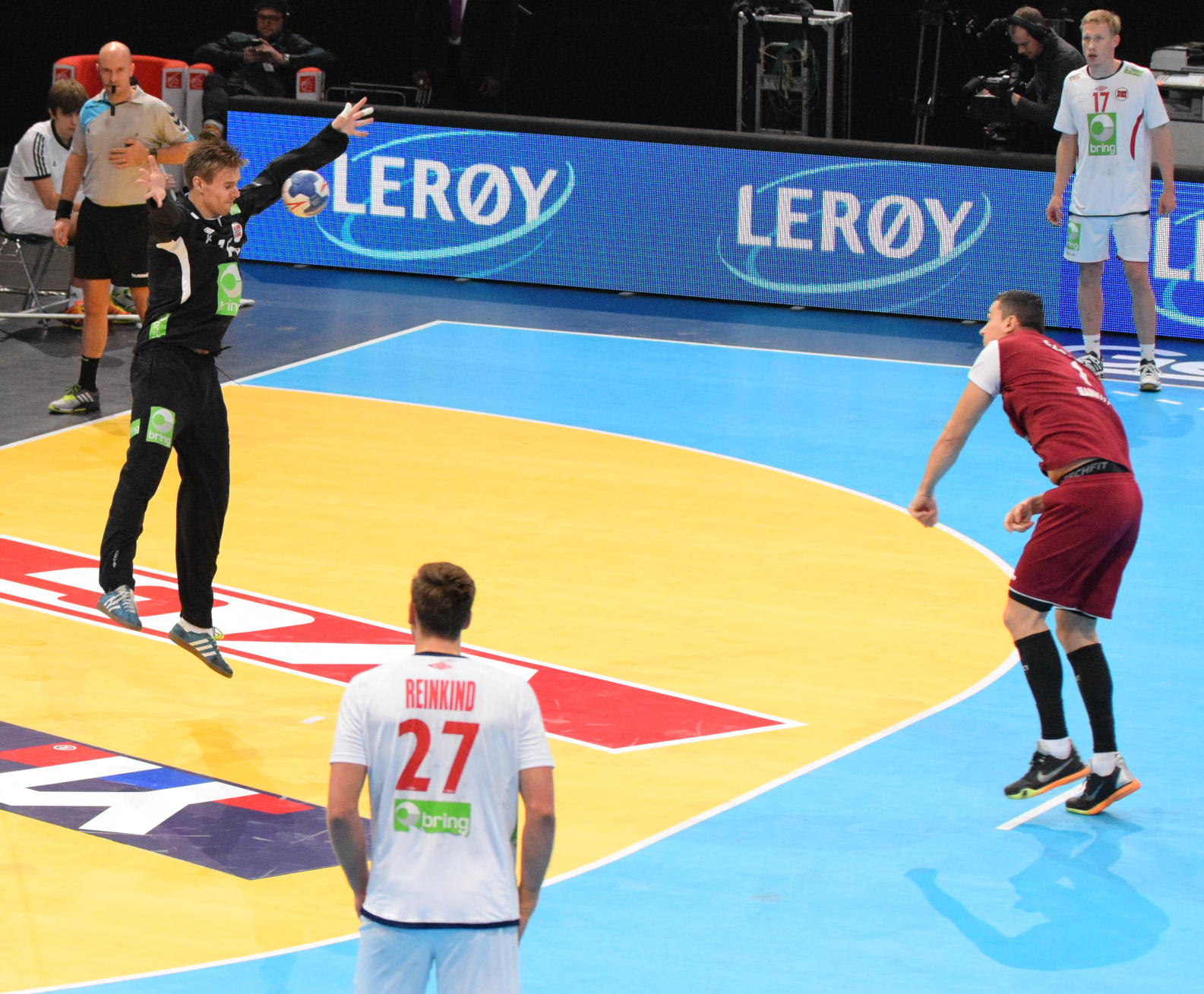
En 2016, sous le maillot qatari